# Pirata digitatus
Pirata digitatus är en spindelart som beskrevs av I-Min Tso och Chen 2004. Pirata digitatus ingår i släktet Pirata och familjen vargspindlar.
Artens utbredningsområde är Taiwan. Inga underarter finns listade i Catalogue of Life.